# NGC 210
NGC 210 là một thiên hà xoắn ốc trung gian cách hệ mặt trời của chúng ta theo như vị trí được ước tính là khoảng 67 triệu năm ánh sáng. Nó nằm trong chòm sao Kình Ngư. Vào ngày 3 tháng 10 năm 1785, nhà thiên văn học người Anh gốc Đức đã phát hiện ra thiên hà này sau đó thêm nó vào danh sách các thiên hà tổng quát.

## Thuộc tính vật lí
Khi quan sát, ta thấy được sự liên kết mô hồ của nó với 2 thiên hà khác là NGC 157 và NGC 131. Thanh chắn của nó cho rất đặc biệt, dường như là đang trong giai đoạn trở thành thiên hà vòng. Từ đầy đến cuối thiên hà này, nó có một vài chỗ có mức độ tập trung vật chất dày đặc. Phần bên trong thì có hình hạt đậu với những dải bụi bên trong nó. Hạt nhân của thiên hà thì sáng hơn các phần còn lại. Do đó có thể người ta xem nó là loại thiên hà có nhân hoạt động mãnh liệt.
Như hình bên, đỉnh của thiên hà này nằm bên dưới một ngôi sao sáng. Có khả năng ngôi sao này là vệ tinh của thiên hà NGC 210, tuy nhiên vẫn còn thiếu giá trị dịch chuyển đỏ để xem khoảng cách chính xác, do đó có khả năng ngôi sao này không phải là vệ tinh của nó.